# Parco regionale della Sierra de Gredos
Il Parco regionale della Sierra de Gredos  (in spagnolo Parque Regional de la Sierra de Gredos) è un'area naturale protetta nella provincia di Avila, in Spagna; esso ricopre una superficie di 86.397 ettari. La popolazione stimata, all'interno di un'area con influenza socio-economica, è di 21.182. La legge che ha dichiarato lo status di parco è stata pubblicata sul BOE il 22 luglio 1996.

## Territorio
Il parco, che si trova nella parte finale meridionale della provincia di Avila, nella comunità autonoma di Castiglia e León, contiene una gran parte della catena montuosa Sierra de Gredos, che è la maggior sotto-catena del Sistema Centrale. La montagna più alta, il Pico Almanzor, che è alto 2592 m s.l.m., è una delle sommità che sovrasta il circo glaciale di Gredos.
La superficie del parco appartiene ai territori comunali di: El Arenal, Arenas de San Pedro, Bohoyo, Candeleda, La Carrera, Cuevas del Valle, Gil García, Guisando, El Hornillo, Hoyos del Collado, Hoyos del Espino, Los Llanos de Tormes, Navarredonda de Gredos, Navatejares, Puerto Castilla, Santiago del Tormes, San Esteban del Valle, San Juan de Gredos, San Martín del Pimpollar, Solana de Ávila, Tormellas, Umbrías, Villarejo del Valle e Zapardiel de la Ribera.
I comuni più popolati dell'elenco di cui sopra sono Arenas de San Pedro e Candeleda, entrambi situati sulle pendici meridionali della catena montuosa.

## Ecologia

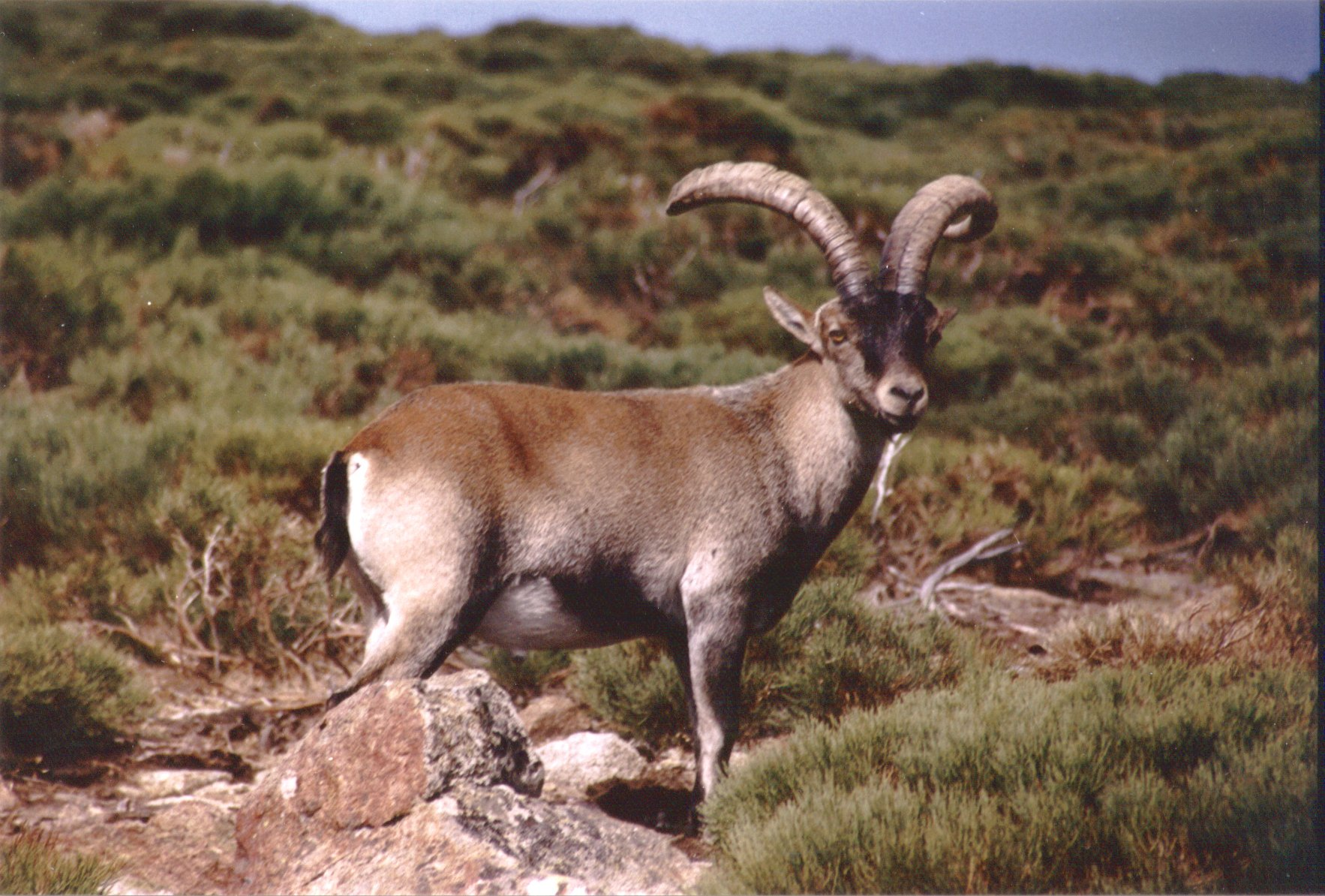
Stambecco iberico

Le zone forestali comprendono estensioni occupate dal Quercus pyrenaica (in spagnolo Melojo), pini come il pino marittimo e il pino silvestre, e querce sempreverdi come il leccio e la quercia da sughero. Nel parco regionale vive una fauna endemica come le sottospecie di stambecco iberico, il Microtus nivalis abulensis, il Bufo bufo gredosicola e la Salamandra salamandra almanzoris. Vi sono anche molti mammiferi come le lontre europee e il toporagno iberico, uccelli quali l'aquila iberica, l'avvoltoio monaco e la cicogna nera, e rettili come la testuggine palustre europea e la  Vipera latastei.